# Б-585 «Санкт-Петербург»
Б-585 «Санкт-Петербург» — российская дизель-электрическая подводная лодка, построенная на Адмиралтейских верфях (Санкт-Петербург) для ВМФ России; головной корабль проекта 677 «Лада», в составе 161-й БрПЛ КФлРС СФ. ДЭПЛ Б-585 была заложена 26 декабря 1997 года, спущена на воду 28 октября 2004 года, принята в опытную эксплуатацию в состав ВМФ России 22 апреля 2010 года,   Андреевский флаг на подлодке поднят 8 мая 2010 года, а 21 сентября 2021 года была закончена опытная эксплуатация и Б-585 вошла в боевой состав Северного флота.

## Строительство и испытания
Подлодка была заложена 26 декабря 1997 года, строительный номер 01570, спущена со стапелей 28 октября 2004 года. В декабре 2005 года завершился первый этап ходовых испытаний, но дальнейший график был смещён из-за субподрядчиков. Принятие на вооружение планировалось в 2006 году, но позднее было перенесено на декабрь 2007 года, а затем на май 2010 года. В марте 2009 года лодка проходила этап заводских ходовых испытаний, на ней обкатывались реализованные принципиально новые решения в вопросах электродвижения, средств обнаружения и оружия.
В рамках этих испытаний, судостроительный завод «Адмиралтейские верфи» и ЦКБ «Рубин» усиленно работали над устранением замечаний. Работа курировалась главкомом ВМФ Владимиром Высоцким.
10 октября 2009 года подводная лодка вышла из Невской гавани и направилась в район специальных полигонов Балтийского моря для проведения завершающего этапа испытаний.

## История службы
22 апреля 2010 года был подписан акт о принятии Б-585 «Санкт-Петербург» в опытную эксплуатацию в состав ВМФ России. Андреевский флаг на ПЛ поднят 8 мая 2010 года. Лодка была принята в опытную эксплуатацию с недоведённым ГЭД (развивал 60 % мощности) и недоработками в других системах. По словам генерального директора ГКБ «Рубин» А. А. Дьячкова, Б-585 «Санкт-Петербург» будет находиться в опытной эксплуатации как минимум до конца 2011 года. За это время будут предприняты попытки довести системы подлодки до желаемых показателей.
Основными недостатками проекта были названы:
- недоработанный двигатель, который оказался неспособен развить больше половины заданной по проекту мощности,
- неготовый гидроакустический комплекс лодки, на разработку которого было потрачено 1,3 млрд рублей,
- боевая информационно-управляющая система «Литий»,
- торпеды «ТЭ-2».

В ноябре 2011 года Главный штаб ВМФ сообщил о сворачивании программы испытаний проекта «Лада». Согласно окончательному решению, в боевой состав флота «Санкт-Петербург» принят не будет, и лодка останется опытным экземпляром, на котором будут испытываться отдельные комплексы. Позже главком уточнил:

«Я резко выразился в отношении первого корабля „Санкт-Петербург“, а не о проекте „Лада“ в целом», — сказал Высоцкий.
Решение о судьбе проекта было пересмотрено в июле 2012 года новым главкомом ВМФ Виктором Чирковым. По словам гендиректора «Рособоронэкспорта» Анатолия Исайкина, Минобороны РФ внесло субмарины проекта 677 в гособоронзаказ.

«На сегодняшний день решение о серийном строительстве этих подлодок министерством обороны России принято. Финансирование строительства запланировано в гособоронзаказе, а опытная эксплуатация подлодок проходит в соответствии с программой, которая успешно выполняется», — сказал Исайкин.
По словам генерального директора петербургского Центрального конструкторского бюро морской техники «Рубин» Андрея Дьячкова, модернизация головной и строящихся серийных лодок этого проекта будет осуществлена после 2013 года, с последующим их вхождением в состав ВМФ. ЦКБ «Рубин» выполняет работы по доработке технического проекта с учётом полученного опыта эксплуатации на испытаниях подлодки «Санкт-Петербурга».

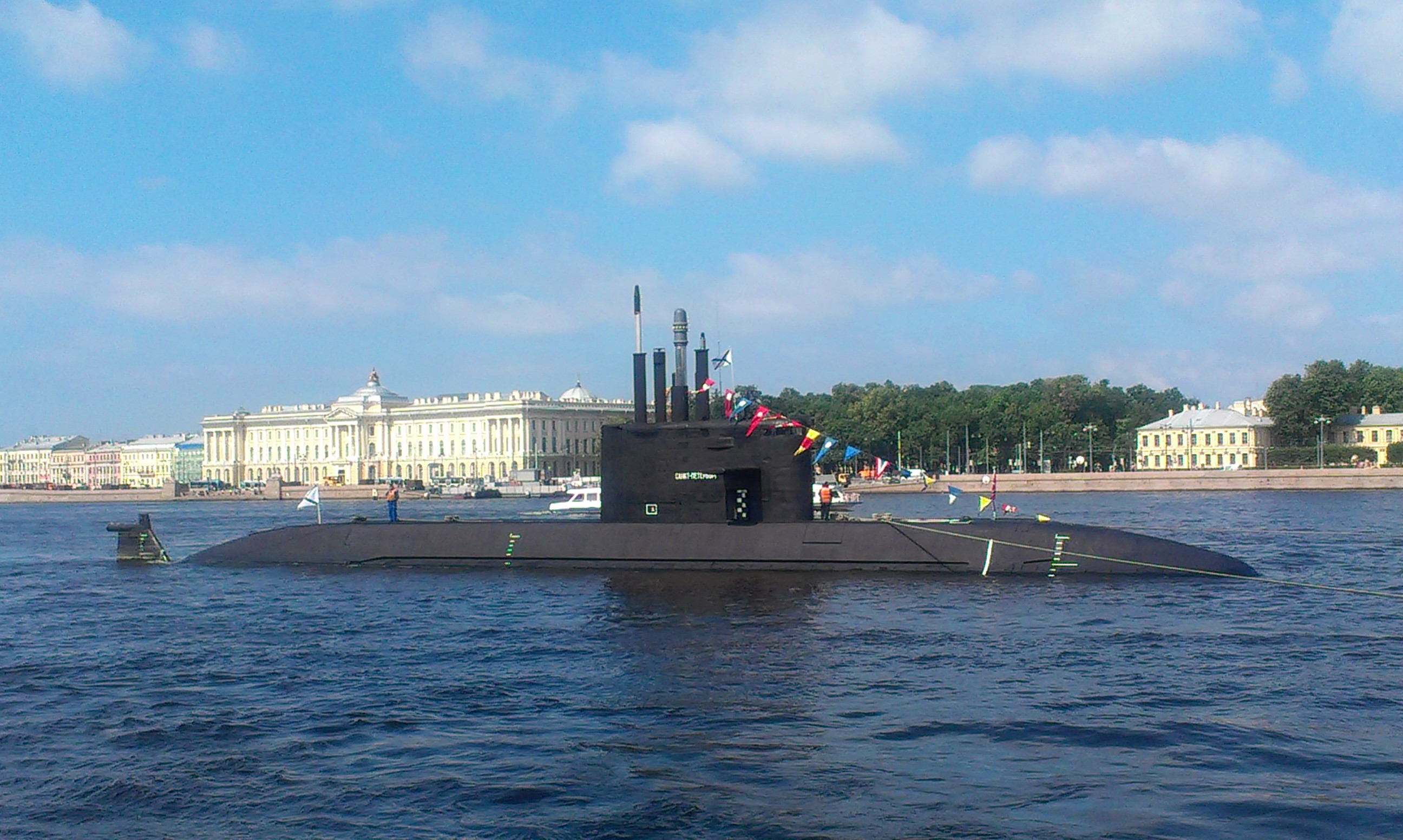
Б-585 на Неве, День ВМФ, 2013 год

Б-585 «Санкт-Петербург» летом 2013 года была переведена на Северный флот для завершения программы опытной эксплуатации.
По данным СМИ на 6 февраля 2014 года, лодка находилась в опытной эксплуатации Северным флотом. На 2014 год были предусмотрены дополнительные работы с теми комплексами, которые невозможно было полностью отработать на мелководной Балтике, требующими глубин северных морей. «Санкт-Петербург» должен был приступить к отработке своих задач на Севере, как только там начнётся навигация. По завершении программы опытной эксплуатации Б-585 «Санкт-Петербург» должны были перевести в боевой состав флота в 2014 году. В дальнейшем сроки завершения опытной эксплуатации неоднократно переносились, на настоящий момент (2019 год) опытная эксплуатация продолжается.
После завершения опытной эксплуатации Б-585 «Санкт-Петербург» останется в составе Северного флота.
Подлодка принимала участие в праздновании Дня Военно-Морского Флота с 2010 по 2013 годы в Санкт-Петербурге, а в 2014 году — в Североморске.
В ноябре 2016 года подлодка успешно выполнила в Баренцевом море стрельбу крылатой ракетой из подводного положения по морской мишенной позиции.
21 сентября 2021 года закончена опытная эксплуатация, которая длилась с 08.05.2010 и подлодка вошла в боевой состав 161-й БрПЛ КФлРС СФ ВМФ России.
18 апреля 2023 года появилась информация о том, что ПЛ «Санкт-Петербург» планируют списать из-за высокой стоимости ремонта и модернизации на РК «Калибр», практически равной стоимости изготовления новой субмарины.
По данным от 5 февраля 2024 года подлодка «Санкт-Петербург» СФ выведена из состава ВМФ  России и будет утилизирована.